# Carla Bruni
Carla Bruni Sarkozy (tên thật Bruni Tedeschi; sinh ngày 23 tháng 12 năm 1967) là một ca sĩ, nhạc sĩ và siêu mẫu người Ý. Cô cũng là phu nhân của Tổng thống Pháp Nicolas Sarkozy.

## Tiểu sử
Chào đời ở Torino, Ý, nhưng đến sinh sống tại Pháp từ lúc mới lên năm, rồi vào trường nội trú ở Thụy Sĩ, Bruni trở về Pháp để theo học các môn nghệ thuật và kiến trúc, nhưng bỏ học ở tuổi 19 để trở thành người mẫu chuyên nghiệp.

## Gia đình
Carla là con gái của nghệ sĩ dương cầm người Ý Marysa Borini, cha kế của cô là một nhà công nghiệp và là nhà sáng tác nhạc cổ điển Alberto Bruni Tedeschi. Chị của cô là Valeria Bruni Tedeschi, một minh tinh điện ảnh. Cô cũng có một người anh tên Virginio Bruni-Tedeschi (1959 – 2006), Virginio qua đời mà không có con. Một thương gia tên Maurizio Remmert nhận mình là cha ruột của cô.

## Sự nghiệp

### Thời trang
Bruni khởi nghiệp người mẫu ở tuổi 19 với công ty City Models. Chủ tịch kiêm giám đốc sáng tạo của Guess? Inc., Paul Marciano, tình cờ nhìn thấy ảnh của cô trong một đống ảnh những người mẫu triển vọng, quyết định chọn cô làm người mẫu cùng Estell Hallyday trong một chiến dịch quảng cáo cho quần jeans của Guess?. Sau đó Bruni làm việc cho một số nhà thiết kế và các công ty thời trang như Christian Dior, Paco Rabanne, Sonia Rykiel, Christian Lacroix, Karl Lagerfeld, John Galliano, Yves Saint-Laurent, Chanel, Versace. Đến thập niên 1990, Bruni có tên trong danh sách 20 người mẫu thời trang đắt giá nhất, cô kiếm được 7,5 triệu USD mỗi năm. Trong thời gian này Bruni hẹn hò với những tên tuổi như Eric Clapton, Mick Jagger và Donald Trump.

### Âm nhạc
Năm 1997, Bruni rời bỏ thế giới thời trang và đầu tư cho sự nghiệp âm nhạc. Năm 1999, Bruni cộng tác với Julien Clerc (Bruni viết ca từ, Clerc sáng tác nhạc) cho album Si j'étais elle của Clerc phát hành năm 2000.
Năm 2002, album đầu tay của Bruni, Quelqu'un m'a dit, phát hành tại châu Âu và gặt hái thành công tại những nước nói tiếng Pháp. Ba ca khúc trong album này xuất hiện trong một cuốn phim của Hans Canosa, Conversations with Other Women. Bài hát "Le plus beau du quartier" được sử dụng trong đoạn phim quảng cáo cho công ty thời trang Thụy Điển H&M vào dịp Giáng sinh 2006.
Năm 2006, Bruni thu âm ca khúc "Those Little Things", đây là bản tiếng Anh của một ca khúc sáng tác bởi Serge Gainsbourg (1928-1991), "Ces Petits Riens", cho album Monsieur Gainsbourg Revisited để vinh danh ca sĩ và nhạc sĩ người Pháp này.
Album thứ hai của Bruni, No Promises, với những bài thơ của Yeats, Emily Dickinson, Auden, Dorothy Parker, Walter de la Mare, và Christina Rosetti được phổ nhạc, phát hành vào tháng 1 năm 2007.

## Điện ảnh
| Năm  | Phim                                  | Vai diễn | Notes                      |
| ---- | ------------------------------------- | -------- | -------------------------- |
| 2009 | Somebody Told Me About... Carla Bruni | Herself  | 80 minute documentary film |
| 2011 | Midnight in Paris                     | Herself  | Directed by Woody Allen    |

## Đời tư

### Cha con nhà Enthoven
Khi đang chung sống với Jean-Paul Enthoven, Bruni lại yêu và quan hệ với con trai của Jean, một giáo sư triết tên Raphaël Enthoven (bài hát Raphäel trong album Quelqu'un m'a dit của Carla được đặt theo tên người tình này), khi ấy Raphaël đã kết hôn với Justine Lévy, nhà văn và là con gái của nhà triết học Bernard-Henri Lévy. Năm 2001, Bruni sinh cho Raphaël Enthoven một con trai, Aurélien, nhưng hai người chia tay từ đó.
Mối tình của Bruni với Raphaël Enthoven và sự đổ vỡ hôn nhân của Justine Lévy đã truyền cảm hứng cho cô viết tác phẩm Rien de grave (Chẳng có gì nghiêm trọng), xuất bản năm 2004 và trở nên sách bán chạy nhất. Với bút pháp cay độc, Lévy miêu tả nhân vật "Paula", người phụ nữ cướp chồng của nhân vật chính, như là "một con bọ ngựa" có nụ cười của một sát thủ.

### Những người tình khác
Trong danh sách những người tình cũ của Bruni có Léos Carax, Charles Berling, Arnaut Klarsfeld, Guillaume Canet, Louis Bertignac, Mick Jagger, Eric Clapton, Kevin Costner, Vincent Perez, Donald Trump và cựu Thủ tướng Pháp Laurent Fabius. Bruni cho biết cô dễ dàng "nhàm chán với cuộc sống một vợ một chồng", và cho rằng "Tình yêu thì lâu dài, nhưng dục vọng cháy bỏng – chỉ kéo dài hai hoặc ba tuần lễ". Vợ của Jagger đã thừa nhận chính sự dan díu của chồng cô với Bruni là một trong những nguyên nhân dẫn đến sự chia tay của hai người.

### Nicolas Sarkozy
Đến cuối năm 2007, nhiều người tin rằng có một mối quan hệ tình cảm nảy sinh giữa Bruni với Tổng thống Pháp Nicolas Sarkozy sau khi xuất hiện những bức ảnh hai người đến thăm Disneyland Resort Paris, rồi kỳ nghỉ của họ ở Luxor, Ai Cập và Petra, Jordan vào lễ Giáng sinh.
Trong một lần họp báo ở Điện Elysée vào ngày 8 tháng 1 năm 2008, Tổng thống Sarkozy xác nhận mối quan hệ này và ngụ ý đến một đám cưới. Ngày 2 tháng 2 năm 2008, hai người làm lễ kết hôn tại Điện Elysée ở Paris. Đây là cuộc hôn nhân thứ nhất của Bruni và là hôn nhân lần thứ ba của Sarkozy. Sau đám cưới, Bruni mang tên Carla Bruni Sarkozy.

## Phu nhân Tổng thống Pháp
Sau khi kết hôn với Sarkozy, Carla thường xuyên xuất hiện với tổng thống trong các cuộc công du. Chuyến viếng thăm Anh Quốc trong tháng 3 năm 2008 đã giúp kiến tạo một hình ảnh mới cho Carla thu hút sự chú ý của báo chí quốc tế cũng như tình cảm của người dân Anh và Pháp.
Cũng có những tranh cãi ngay trước chuyến công du đến Anh khi nhà đấu giá Christie's phát hành một bức hình khỏa thân của Bruni khi còn là người mẫu. Đã có người mua bức ảnh này với giá 91 000 USD. Ở Anh người ta cũng quan tâm đến bộ sưu tập thời trang Christian Dior của Bruni, do nhà thiết kế người Anh John Galliano.
Tháng 8 năm 2008, Carla Bruni-Sarkozy tiếp kiến Dalai Lama tại một ngôi chùa Phật giáo ở Languedoc, Pháp. Bà cũng tiếp đón Giáo hoàng Benedict XVI khi ông đến thăm nước Pháp trong tháng 9 năm 2008. Tháng 9 năm 2008, Carla cùng chồng tham dự một buổi họp về nghèo đói và đạo đức phụ nữ với Hoàng hậu Rania của Jordan và Wendi Murdoch, bà có bữa ăn trưa với Đệ Nhất Phu nhân Hoa Kỳ Laura Bush tại Bảo tàng Nghệ thuật Metropolitan, cũng như cùng tổng thống tham dự phiên họp Đại hội đồng Liên Hợp Quốc.